# セルマ・デ・クードル
セルマ・デ・クードル（Selma Des Coudres、結婚前の名: Selma Plawneek 、ラトビア語表記: Zelma Pļavniece、1881年6月3日 - 1964年5月10日）は、ラトビア生まれの画家である。ドイツで活動した。1921年にドイツの風景画家のアドルフ・デ・クードルと結婚した。

## 略歴
リガで木材商人の家に生まれた。父親は1891年に火災で財産を失った後、亡くなったが、母親に励まされて画家の道に進んだ。リガの女性画家、Elise von Jung-Stillingが運営する私立の美術学校で学び、1903年に女子中学校の美術教師の国家資格を得て、教師をしながら、ヤニス・ローゼンタールズやヴィルヘルムス・プルヴィーティスから絵を学んだ。
挿絵画家として仕事を始め、詩集などの書籍にアール・ヌーヴォー・スタイルの挿絵を描き、1908年から1912年の間、ラトビア地域の美術年鑑に挿絵を描いた。リガの美術協会などのラトビアの展覧会にも出展し、リノカット技法の版画作品はリガの美術館長に買い上げられた。

1909年にリガ市から奨学金を得て、ミュンヘンに留学し、マックス・デルナーに学び、ダッハウの芸術家村でアドルフ・ヘルツェルに学んだ。1910年にはにキーム湖にスタジオを開いていたユリウス・エクスターに学んだ。ミュンヘンに戻り、ドイツの詩人、ヨアヒム・リンゲルナッツと生涯の友人となり、リンゲルナッツは出版された自伝をセルマへの献辞を書いた。
1914年まで、リガとミュンヘンを行き来して活動していたが、第一次世界大戦中はドイツに留まり、1919年に多くの芸術家が集まっていたミュンヘンに近い、フュルステンフェルトブルック(Fürstenfeldbruck)に住むことに決めた。フュルステンフェルトブルックで、20歳ほど年上の画家、アドルフ・デ・クードルと知り合い、1921年に結婚した 。アドルフ・デ・クードルは1924年に亡くなるが、その後も、フュルステンフェルトブルックで活動し、フュルステンフェルトブルック美術協会を設立し、理事も務めた。戦後のインフレーションで財産を減らし、小さな住居で暮らした。この頃、肖像画や静物画を描いた。1956年にフュルステンフェルトブルックで死去した。

## 作品

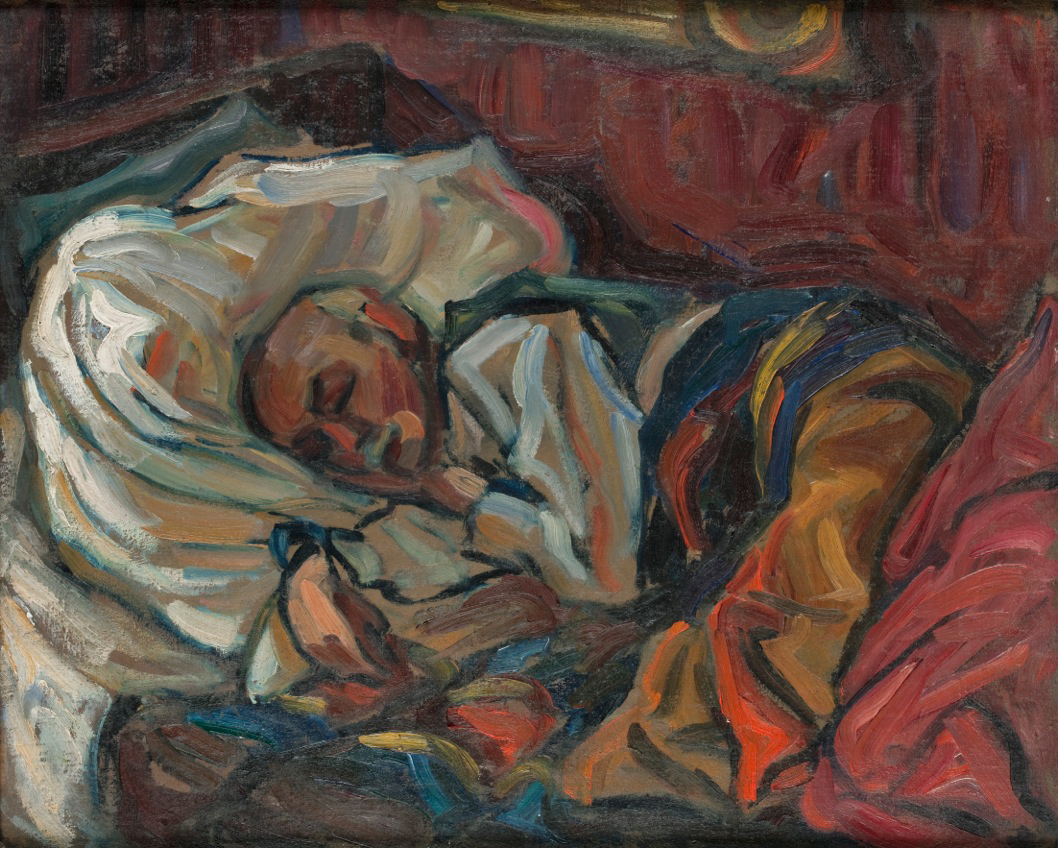
眠る男
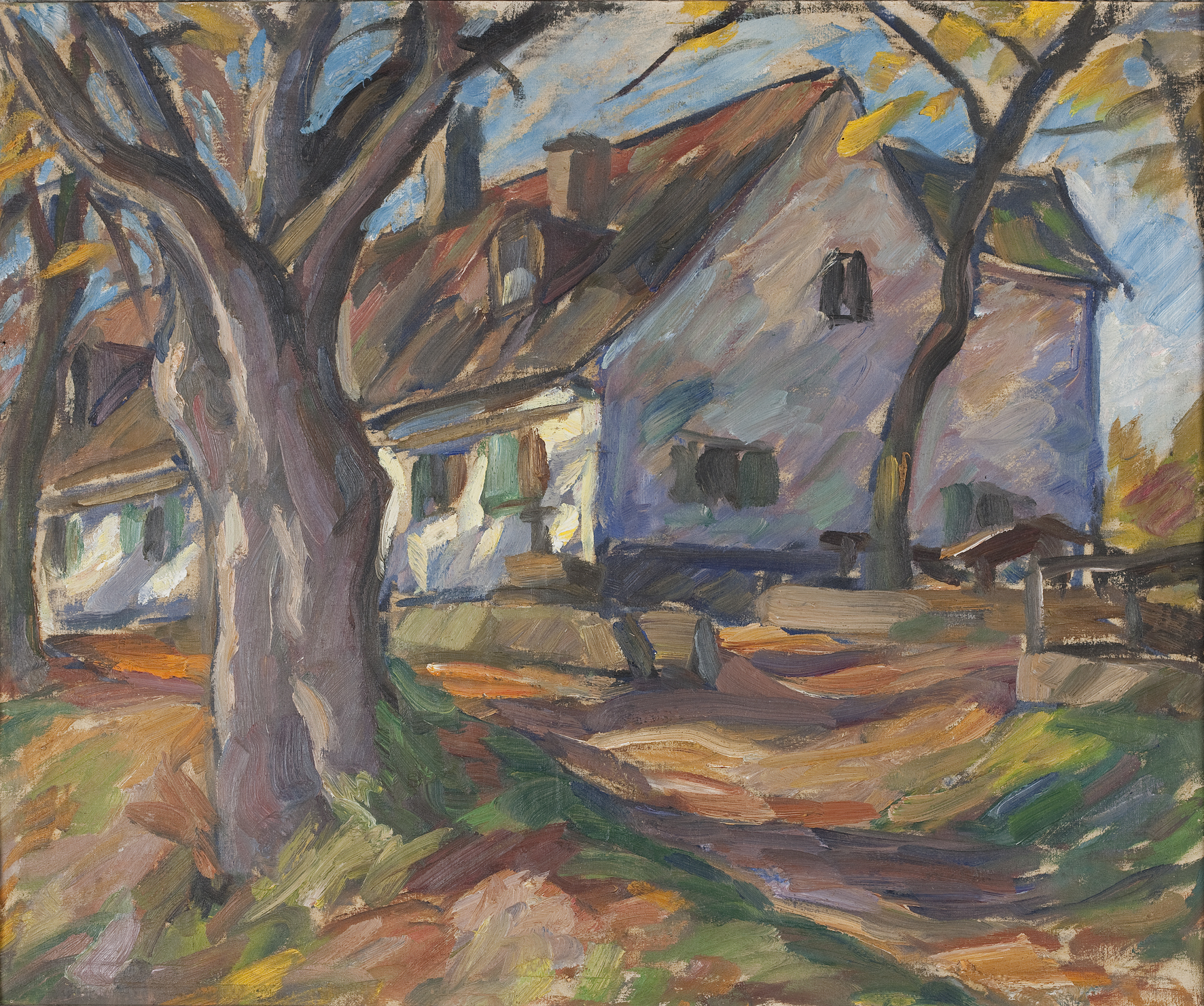
Weiherhaus
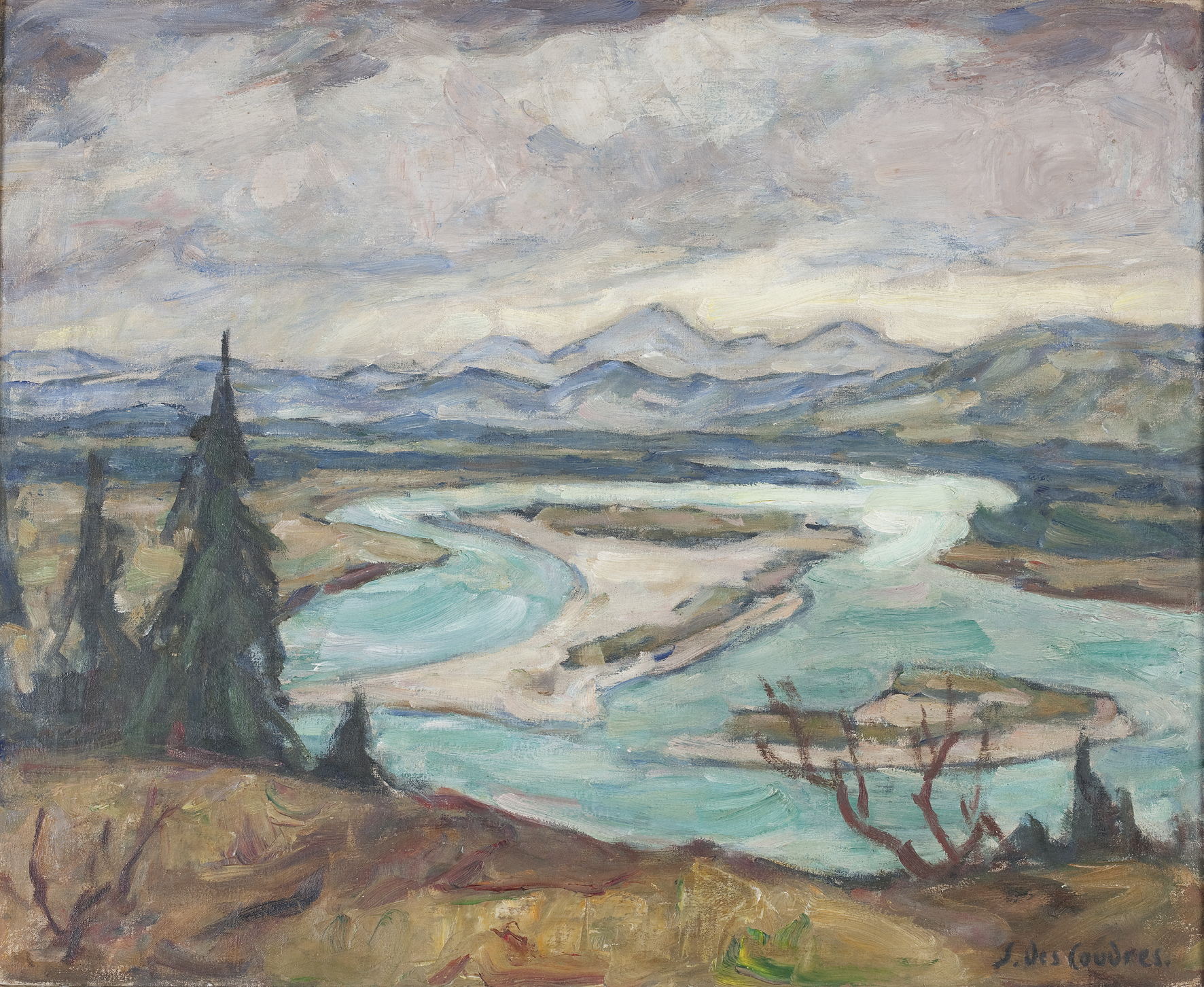
イーザル川

## 関連図書
- Joachim Ringelnatz: Mein Leben bis zum Kriege, Severus Verlag, 2013 ISBN 978-3-86347-515-4
- Exhibition catalog, Stadtsparkasse Fürstenfeldbruck: Maler in Bruck. Sechs Künstlerinnen aus zwei Generationen: Johanna Oppenheimer, Selma Des Coudres, Katharina von Martens, Lily Koebner-Linke, Hildegard Mössel, Elisabeth Bunge.
- Walter Well: Maler im Fürstenfeldbrucker Land. Ein Erinnerungsbuch, Hirmer Verlag, 1988 ISBN 978-3-7774-4970-8